# 햄린원숭이
햄린원숭이(Cercopithecus hamlyni)는 구세계원숭이의 일종이다. 올빼미게논, 올빼미긴꼬리원숭이, 올빼미얼굴원숭이, 올빼미얼굴게논로도 알려져 있다. 콩고민주공화국의 대나무 숲과 1차 우림에서 산다. 이 종은 매우 희귀해서, 아주 일부만이 알려져 있다. 그래서 이 종에 대한 정보는 아주 적다. 그러나 이들 표본은 에풀루 강에서부터 루알라바 강, 그리고 한 예로 북서부 루안다의 한 곳과 함께 콩고강에서부터 카발레 숲에 이르기까지, 콩고 동부 전 지역에 걸쳐 폭넓게 분포해 있다. 지리적으로는 로에스트원숭이(C. lhoesti)와 아주 가깝게 일치한다. 지상을 통해 이동하며, 연구자들은 이 종을 야행성 동물로 추측하고 있다.
슈바르츠(Schwarz, 1928)는 이 종을 로에스트원숭이(C. l'hoesti)와 한 묶음으로 분류한 반면에, 엘리오트(Elliot, 1913)는 3번째 어금니 상의 교두의 독특한 유형에 주목하여, 이를 별도의 리노스티마속(Rhinostigma)이라는 속명을 부여했다. 긴꼬리원숭이속(Cercopithecus)과 흰눈꺼풀망가베이속(Cercocebus) 사이에 걸쳐 있는 중간 종으로 믿었다. 햄린원숭이는 그와는 달리 아종을 가지고 있다. 몸무게는, 수컷이 암컷보다 무겁고 평균적으로 약 7에서 10 kg 정도인 반면에, 암컷은 평균적으로 4.5 내지 6 kg이다. 음식은 과일과 초식 식물을 먹는 것으로 보인다. 출판된 일부의 보고서는, 햄린원숭이가 일부일처제 집단을 형성한다고 보여지는 정보가 없이, 한 마리의 수컷과 여러 마리의 암컷으로 이루어진, 10마리 이하의 작은 집단을 형성하는 것으로 기술하고 있다. 이 종은 해발 900m 이상 4600m까지의 고지에서 유일하게 발견된다. 털 색깔은 일반적으로 어두운 회색이며, 코 윗부분부터 윗입술까지 특징적으로 한 줄의 흰 줄무늬가 있으며, 이와 같은 올빼미 모습 때문에 "올빼미얼굴원숭이"라는 이름이 붙게 되었다. "햄린원숭이"라는 이름과 학명에 포함된 "hamlyni"는 이 종을 처음 런던 동물원에 들여 온 동물 딜러의 이름에서 유래하였다. 가슴에 사향(麝香) 분비선을 가지고 있어, 자신의 영역 표시를 한다. 암수 모두 궁둥이에 털이 없고 푸르며, 성숙한 수컷의 생식기는 밝은 붉은 색과 푸른 색을 띤다. 유년기의 몸 색깔은 노란 빛의 갈색이고, 얼굴은 분홍 빛을 띤다. 사육 상태에서, 33살까지 살았던 것으로 알려져 있다. 이 속의 다른 종들과 같이, 하루에 넓은 지역을 이동하며, 대부분 먹이를 구하는 데 쓴다.

## 아종
- Cercopithecus hamlyni hamlyni
- Cercopithecus hamlyni kahuziensis